# Kimia Khatoon
Kimia Khatoon (O Elixir de Khatoon) é o título, em língua persa de um romance histórico escrito pela escritora iraniana Saideh Ghods. 
Kimia Khatoon obteve grande sucesso comercial e tornou-se um best-seller,  estando presente por doze anos consecutivos nas listas de mais vendidos. Originalmente escrito em persa, foi posteriormente traduzido para o turco, idioma no qual também se tornou um best-seller, e, em 2011, para o Inglês.

## Enredo
O romance conta a história da enteada de Rumi, ambientando-se a partir do casamento de sua mãe, Kera Khatoon, com o famoso místico, filósofo e poeta Sufi.  Ela apaixona-se pelo filho de Rumi e seu meio irmão, todavia, o destino conspira contra ela, que é dada em casamento ao amigo e mestre de Rumi, Xamece de Tabriz. 

## Recepção
O livro rendeu à escritora o prêmio Parvin Etesami Award de 2005, conferido pela Iran Book News Agency (IBNA). Posteriormente, iniciou-se a produção do filme Rumi's Kimia, inspirado na obra.  